# NKVD

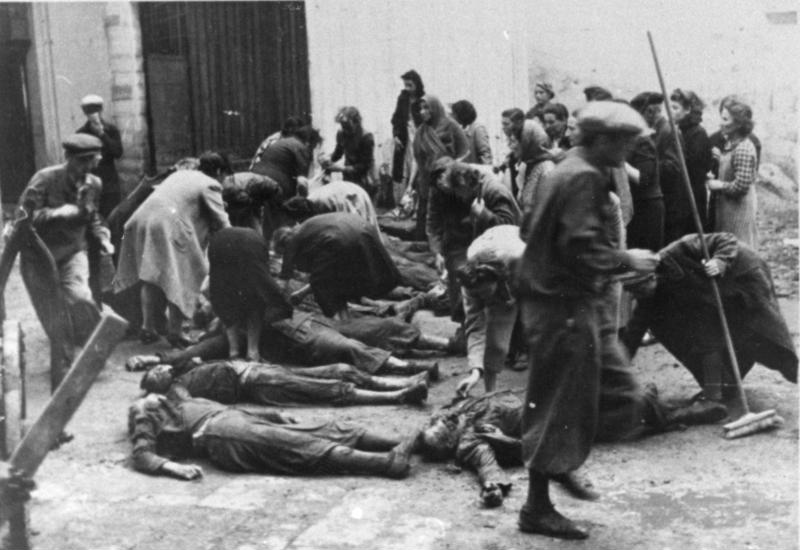
Offer för NKVD:s utrensningar identifieras av sina anhöriga, Tarnopol, Ukraina, 1941.

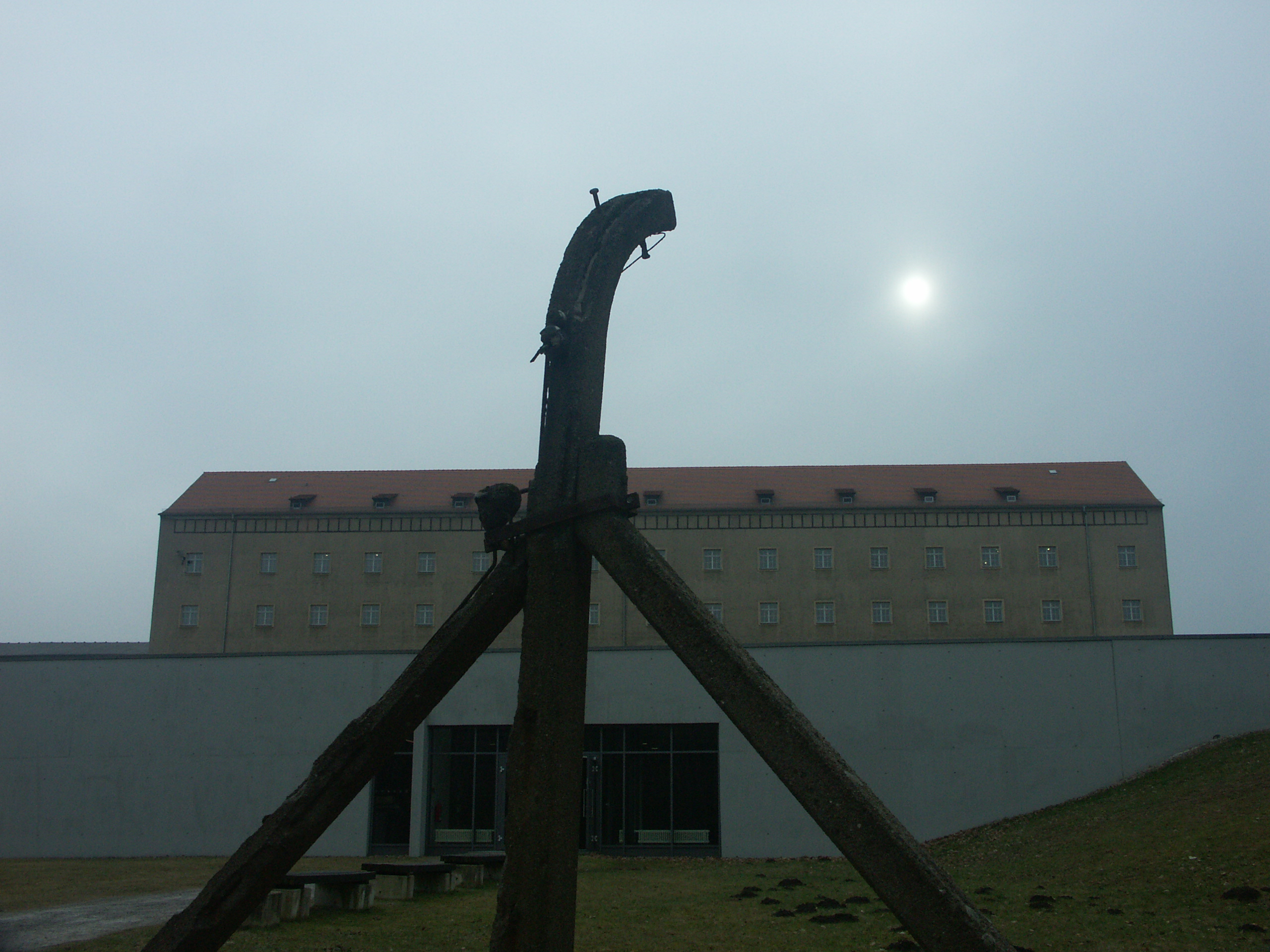
Det nazistiska koncentrationslägret Buchenwald användes efter kriget som NKVD:s specialläger nummer två.

NKVD (ryska: Народный комиссариат внутренних дел, Narodnyj komissariat vnutrennich del; på svenska: Folkkommissariatet för inrikes ärenden), var Sovjetunionens kombinerade säkerhets- och underrättelsetjänst 1934–1946. NKVD var föregångare till KGB. I juli 1934 inkorporerades även den allunionella politiska förvaltningen OGPU (med anor från tjekan) i NKVD. Från NKVD skiljdes säkerhetsapparaten 1943 och blev ett eget folkkommissariat – NKGB. NKVD efterträddes 1946 av MVD, Sovjetunionens inrikesministerium och NKGB blev samma år MGB, Ministeriet för statens säkerhet.

## Stora terrorn
Under perioden 1935–1938 etablerade NKVD, på order av Stalin, en omfattande terror som ledde till massarresteringar, massavrättningar, försvinnanden och deporteringar. Tiotals miljoner människor blev offer för statens aktioner under 1930-talet. 
Nikolaj Jezjov var den mest beryktade chefen för NKVD. Jezjov efterträdde Genrich Jagoda och under hans ledarskap genomfördes 1936–1938 de stora och mycket blodiga utrensningar som ibland efter Jezjov kallas jezjovsjtjina.

## Katynmassakern
Våren 1940 utförde NKVD massavrättningar av drygt 4 000 polska officerare i Katyn, ett skogsområde, beläget väster om Smolensk i Ryssland samt många tusen till vid liknande aktioner. Den polske filmmakaren Andrzej Wajdas film Katyn från 2007 bygger på redogörelser från denna massaker.

## Samarbete med Gestapo
Det finns även uppgifter om samarbete mellan NKVD och Gestapo, bland annat 7 december 1939 i polska Zakopane med mål att utrota polsk motståndsrörelse, mars–april 1940 i Kraków, där bland annat Margarete Buber-Neumann, en tysk kommunist, överlämnades av NKVD till Gestapo.

## Organisation till 1943
- Folkkommissarien
- Säkerhetstjänsten
  - Huvudstyrelsen för statens säkerhet GUGB
- Läger och fängelser
  - Huvudstyrelsen för korrektions- och arbetsläger GULAG
  - Huvudstyrelsen för byggnadsväsendet i den höga nord DALSTROJ
  - Huvudstyrelsen för järnvägsbyggnadsläger
  - Huvudstyrelsen för vattenbyggnadsläger
  - Huvudstyrelsen för fängelseväsendet
- Den sovjetiska milisen (polisen)
  - Huvudstyrelsen för arbetarnas och böndernas milis
  - Huvudstyrelsen för brandväsendet
- NKVD:s trupper
  - Huvudstyrelsen för inrikestrupperna- och gränsbevakningstrupperna
  - Huvudstyrelsen för järnvägsbevakningstrupperna
  - Huvudstyrelsen för industriskyddstrupperna
  - Huvudstyrelsen för konvojtrupperna
  - Huvudstyrelsen för NKVD:s underhållstjänst
  - Huvudstyrelsen för NKVD:s militära byggnadsväsende
  - Huvudstyrelsen för NVKD:s militärpolitiska organ
  - Huvudstyrelsen för lokalförsvaret
- Huvudstyrelsen för geografi och kartografi
- Huvudstyrelsen för huvudvägarna
- Huvudstyrelsen för mått och vikt
- Huvudstyrelsen för arkivväsendet
- Huvudstyrelsen för ekonomi
- Huvudtransportstyrelsen

## Tjänstegrader
- Se: Tjänstegrader i NKVD